# Куккаро-Ветере
Куккаро-Ветере (італ. Cuccaro Vetere) — муніципалітет в Італії, у регіоні Кампанія, провінція Салерно.
Куккаро-Ветере розташоване на відстані близько 310 км на південний схід від Рима, 120 км на південний схід від Неаполя, 75 км на південний схід від Салерно.
Населення — 580 осіб (2014).
Покровитель — святий Петро.

## Демографія
Населення за роками:

Станом на 1 січня 2023 року в муніципалітеті офіційно проживало 16 іноземців з 5 країн, серед них 14 громадян країн Євросоюзу.

## Сусідні муніципалітети
- Черазо
- Футані
- Нові-Велія